# Arvaby (naturreservat)
Arvaby är ett naturreservat i Örebro kommun i Örebro län.
Området är naturskyddat sedan 2016 och är 8 hektar stort. Reservatet som ligger väster om byn Arvaby gränsar till Garphyttans nationalpark och består av kalkbarrskog och ett mindre område med blandsumpskog där ask, al och gran ingår.